# Pseudobryobia neoephedrae
Pseudobryobia neoephedrae är en spindeldjursart som beskrevs av Gutierrez och Bolland 1998. Pseudobryobia neoephedrae ingår i släktet Pseudobryobia och familjen Tetranychidae. Inga underarter finns listade i Catalogue of Life.